# Edward Ball (Politiker)
Edward Ball (* 6. November 1811 im  Fairfax County, Virginia; † 22. November 1872 bei Zanesville, Ohio) war ein US-amerikanischer Politiker. Zwischen 1853 und 1857 vertrat er den Bundesstaat Ohio im US-Repräsentantenhaus.

## Werdegang
Edward Ball besuchte die Grundschule in seiner Heimat. Später zog er nach Zanesville in Ohio, wo er in der Landwirtschaft arbeitete. Zwischen 1837 und 1843 war er im Muskingum County im Polizeidienst. Bis 1838 war er stellvertretender und danach hauptamtlicher Sheriff in diesem Bezirk. Von 1845 bis 1849 saß er als Abgeordneter im Repräsentantenhaus von Ohio; im Jahr 1849 gab er die Zeitung Zanesville Courier heraus. Politisch war er zunächst Mitglied der Whig Party.
Bei den Kongresswahlen des Jahres 1852 wurde Ball im 16. Wahlbezirk von Ohio in das US-Repräsentantenhaus in Washington, D.C. gewählt, wo er am 4. März 1853 die Nachfolge des unabhängigen Demokraten John Johnson antrat. Nach einer Wiederwahl als Kandidat der Opposition Party konnte er bis zum 3. März 1857 zwei Legislaturperioden im Kongress absolvieren. Diese waren von den Ereignissen im Vorfeld des Bürgerkrieges geprägt. Ab 1855 war Ball Vorsitzender des Ausschusses für öffentliche Liegenschaften. Im Jahr 1856 verzichtete er auf eine weitere Kandidatur.
Nach einem Jurastudium und seiner 1860 erfolgten Zulassung als Rechtsanwalt begann Ball in Zanesville in diesem Beruf zu arbeiten. Politisch hatte er sich inzwischen der Republikanischen Partei angeschlossen. Im Mai 1860 nahm er als Delegierter an der Republican National Convention in Chicago teil, auf der Abraham Lincoln als Präsidentschaftskandidat nominiert wurde. Von 1861 bis 1863 hatte er als Nachfolger von Henry William Hoffman die zeremonielle Funktion des Sergeant at Arms im US-Repräsentantenhaus inne. Anschließend setzte er seine Anwaltstätigkeit fort. Von 1868 bis 1870 war er nochmals Abgeordneter im Parlament von Ohio. Edward Ball starb am 22. November 1872, als er nahe Zanesville von einem Zug erfasst und tödlich verletzt wurde.